# Myszoryjek
Myszoryjek (Myosorex) – rodzaj ssaków z podrodziny myszoryjków (Myosoricinae) w obrębie rodziny ryjówkowatych (Soricidae).

## Zasięg występowania
Rodzaj obejmuje gatunki występujące w Afryce.

## Morfologia
Długość ciała (bez ogona) 50–114 mm, długość ogona 30–79 mm, długość ucha 2–14 mm, długość tylnej stopy 10–19 mm; masa ciała 6–22 g.

## Systematyka
Rodzaj zdefiniował w 1837 roku angielski zoolog John Edward Gray na łamach Proceedings of the Zoological Society of London. Na gatunek typowy Gray wyznaczył (oznaczenie monotypowe) myszoryjka przylądkowego (M. varius).

### Etymologia
Myosorex: gr. μυς mus, μυος muos ‘mysz’; łac. sorex, soricis ‘ryjówka’, od gr. ὑραξ hurax, ὑρακος ‘ryjówka’.

### Podział systematyczny
Do rodzaju należą następujące gatunki:
- Myosorex meesteri P.J. Taylor, Kearney, Kerbis Peterhans, Baxter & Willows-Munro, 2013 – myszoryjek leśny
- Myosorex cafer (Sundevall, 1846) – myszoryjek ciemnostopy
- Myosorex sclateri O. Thomas & Schwann, 1905 – myszoryjek mokradłowy
- Myosorex tenuis O. Thomas & Schwann, 1905 – myszoryjek drobny
- Myosorex varius (Smuts, 1832) – myszoryjek przylądkowy
- Myosorex longicaudatus Meester & Dippenaar, 1978 – myszoryjek długoogonowy
- Myosorex zinki Heim de Balsac & Lamotte, 1956 – myszoryjek kilimandżarski
- Myosorex geata (G.M. Allen & Loveridge, 1927) – myszoryjek ulugurski
- Myosorex kihaulei Stanley & Hutterer, 2000 – myszoryjek stokowy
- Myosorex gnoskei Kerbis Peterhans, Hutterer, Kaliba & Mazibuko, 2008 – myszoryjek norowy
- Myosorex schalleri Heim de Balsac, 1968 – myszoryjek samotny
- Myosorex kabogoensis Kerbis Peterhans, Huhndorf, Plumptre, Hutterer, Kaleme & Ndara, 2013 – myszoryjek ryftowy
- Myosorex babaulti Heim de Balsac & Lamotte, 1956 – myszoryjek jeziorowy
- Myosorex blarina O. Thomas, 1906 – myszoryjek górski
- Myosorex bururiensis Kerbis Peterhans & Hutterer, 2010 – myszoryjek środkowoafrykański
- Myosorex jejei Kerbis Peterhans & Hutterer, 2010 – myszoryjek kongijski
- Myosorex eisentrauti Heim de Balsac, 1968 – myszoryjek wyspowy
- Myosorex rumpii Heim de Balsac, 1968 – myszoryjek rumpiański
- Myosorex okuensis Heim de Balsac, 1968 – myszoryjek kameruński